# كليفورد شتاين
كليفورد شتاين (بالإنجليزية: Clifford Stein) هو عالم حاسوب أمريكي، ولد في 14 ديسمبر 1965.

## وصلات خارجية
- الموقع الرسمي